# 99928 Brainard
99928 Brainard è un asteroide della fascia principale. Scoperto nel 2000, presenta un'orbita caratterizzata da un semiasse maggiore pari a 3,1051414 UA e da un'eccentricità di 0,1412694, inclinata di 4,00465° rispetto all'eclittica.
L'asteroide è dedicato al chirurgo statunitense Bradley J. Brainard.